# Mlekotok
Mlekotok (łac. galactorrhoea) — u kobiet, to wydzielanie mleka bez związku z ciążą lub przedłużony po porodzie okres laktacji. U mężczyzn - każde pojawienie się wydzielania mleka.
Prawie zawsze świadczy o zaburzeniach w układzie podwzgórzowo-przysadkowym i związany jest z zaburzeniami wydzielania prolaktyny, spowodowanego procesem zapalnym, nowotworowym, bądź organicznym uszkodzeniem OUN, zwłaszcza międzymózgowia.
W diagnostyce różnicowej mlekotoku nieznanego pochodzenia trzeba brać również pod uwagę chorobę Wilsona (wątrobowo-soczewkowe zaburzenie metabolizmu miedzi), szczególnie jeśli objawy kliniczne sugerują hiperprolaktynemię, a stężenie prolaktyny mieści się w normie.
Do mlekotoku może dochodzić również w wyniku przewlekłego zażywania leków, takich jak rezerpina, chlorpromazyna lub też w wyniku urazów psychicznych i po operacjach w obrębie klatki piersiowej.

Przeczytaj ostrzeżenie dotyczące informacji medycznych i pokrewnych zamieszczonych w Wikipedii.